# Public Journalism
Public Journalism (auch Civic Journalism genannt) ist eine Journalismusbewegung, die in den 1990er Jahren begründet wurde.

## Geschichte
Ausschlaggebend für die Entwicklung dieser Journalismusbewegung war einerseits das geringe Interesse der Bürger und Bürgerinnen an Politik sowie die objektiv gehaltene Berichterstattung der Medien, welche Wahlkämpfe auf konkurrierende Eliten beschränkt und die Menschen auf ihre Rolle als Zuseher reduziert.
David Buzz Merritt, Chefredakteur der Zeitschrift The Wichita Eagle entfachte die Grundgedanken dieser Journalismusbewegung vor den 1990 stattfindenden Gouverneurswahlen in Kansas. Er entwickelte gemeinsam mit hundert Bürgern und Bürgerinnen Themen und stellte die wesentlichen Probleme der politischen Lage zusammen, welche im Anschluss von Journalisten auf verschiedene Arten (Reportagen, Diskussionsforen etc.) in deren Berichterstattung integriert wurden. Das Projekt erwies sich bald als erfolgreich und wurde in den USA schnell verbreitet und weiterentwickelt. Im Vordergrund stehen die Probleme und Bedürfnisse der Menschen – welche der Journalismus aufgreifen soll und somit öffentlich zur Diskussion bringt. Während die traditionellen Journalismuskonzepte Wert auf Objektivität legten, basiert der „Public Journalism“ auf dem Versuch, die Journalisten mit den Menschen in Verbindung zu bringen. Den Ursprung findet dieses Konzept in den Vereinigten Staaten von Amerika – wo Professor K. Perry der Universität von Alabama diese bürgerliche Journalismusbewegung als Versuch bezeichnet, den Journalismus dazu zu nutzen, Bürger und Menschen in politische und gesellschaftliche Prozesse zu integrieren.

## Definition
Wesentlich für dieses Modell ist der Grundgedanke, dass Journalismus nicht nur die Übermittlung und Verbreitung von Information zugrunde liegt, sondern dieser auch seine Verpflichtungen gegenüber der Öffentlichkeit erfüllt und deren Anliegen und Interessen in den Mittelpunkt stellt. Eine Definition der deutschen Stiftung Mitarbeit lautet: „Dahinter steckt die Idee, durch Formen aktivierenden Journalismus Bürgerinnen und Bürger zu ermutigen und zu befähigen, aktiv auf das politische Geschehen in ihrem Gemeinwesen Einfluss zu nehmen.“ Eksterowicz und Roberts beschreiben Public Journalism folgendermaßen: „Public Journalism is concerned with developing productive relationships with the communities that journalists observe. Journalists are not mere observers but rather are participants and facilitators in such relationships.“

## Grundsätze
Die Befürworter des Public Journalism kritisieren den traditionellen Journalisten dahingehend, dass dieser durch seine Objektivität zu den Sachverhalten die Bedürfnisse der Leser in den Hintergrund stellt und somit eine Distanz zum Rezipienten herstellt. Der „Public Journalist“ orientiert sich dagegen an:
- Bürgernaher Berichterstattung
- Journalistischer Unabhängigkeit
- Verwendung von innovativen Darstellungsformen bei allen Thematiken
- Förderung von Wissen und Verständnis
- Kontinuierliche Kontrolle des Verhältnisses zum Bürger
- Einbindung der Meinung der Bürger in die Berichterstattung (Meinungsumfragen, Gruppenveranstaltungen, Internetforen, Podiumsdiskussionen etc.)